# East Thermopolis
East Thermopolis és una població dels Estats Units a l'estat de Wyoming. Segons el cens del 2000 tenia 274 habitants.

## Demografia
Segons el cens del 2000, East Thermopolis tenia 274 habitants, 150 habitatges, i 61 famílies. La densitat de població era de 622,3 habitants/km².
Dels 150 habitatges en un 16% hi vivien nens de menys de 18 anys, en un 31,3% hi vivien parelles casades, en un 7,3% dones solteres, i en un 59,3% no eren unitats familiars. En el 56% dels habitatges hi vivien persones soles el 38,7% de les quals corresponia a persones de 65 anys o més que vivien soles. El nombre mitjà de persones vivint en cada habitatge era d'1,75 i el nombre mitjà de persones que vivien en cada família era de 2,61.
Per edats la població es repartia de la següent manera: un 21,2% tenia menys de 18 anys, un 4,7% entre 18 i 24, un 16,1% entre 25 i 44, un 25,5% de 45 a 60 i un 32,5% 65 anys o més.
L'edat mediana era de 55 anys. Per cada 100 dones de 18 o més anys hi havia 64,9 homes.
La renda mediana per habitatge era de 18.056 $ i la renda mediana per família de 30.313 $. Els homes tenien una renda mediana de 21.250 $ mentre que les dones 17.386 $. La renda per capita de la població era d'11.280 $. Entorn del 7% de les famílies i el 16,8% de la població estaven per davall del llindar de pobresa.

## Poblacions més properes
El següent diagrama mostra les poblacions més properes.